# Segundo Combate de La Oroya
El Segundo Combate de la Oroya es un enfrentamiento armado entre las fuerzas chilenas destacadas en el pueblo de La Oroya y las guerrillas de Casapalca el 3 y 7 de julio de 1882, en el marco de la Campaña de la Breña, durante la Guerra del Pacífico.

## Antecedentes
En junio de 1882, Cáceres tenía su base de operaciones en Izcuchaca, donde observando el despliegue chileno sobre el valle del Río Mantaro, planeó encajonarlos en el valle, cortando la posible retirada hacia Lima, confrontándolos en cada pueblo. Cáceres divide sus fuerzas en tres columnas al mando del coronel Máximo Tafur, del coronel Juan Gastó y la última al mando del mismo Cáceres. 
La columna de Tafur debería pasar por Chongos y Chupaca y atacar la guarnición chilena de La Oroya. El General Cáceres iría a combatir la posición chilena de Marcavalle y Pucará. La orden del Coronel Gastó era avanzar por las alturas de los cerros del valle hasta Comas donde se reuniría con los guerrilleros de Ambrosio Salazar para atacar al destacamento chileno de Concepción. Las columnas de Cáceres y Gastó deberían de atacar las posiciones enemigas el 9 de julio y la columna de Tafur una semana antes. Juan Gastó marchaba hacia Comas con las columnas Pucará N.º 4 al mando de Andrés Freyre y la columna Libres de Ayacucho al mando de Francisco Carbajal.
La importancia estratégica de La Oroya radicaba en el puente que existía en el lugar que cruzaba el río Mantaro, paso obligado para abastecer de víveres y recursos provenientes de Lima a las tropas chilenas en la sierra, y que además servía como una ruta de escape para los efectivos del Coronel del Canto. Cáceres envía al Coronel Máximo Tafur, con la misión de eliminar a la guarnición chilena en el lugar y cortar el citado puente, buscando dejar sin escape a la división chilena. La columna de Tafur estaba compuesta por 70 soldados y 300 guerrilleros.
Destacada en La Oroya se encontraba la guarnición chilena conformada por 60 soldados del Batallón "Pisagua" 3º de Línea, dirigidos por el Teniente Francisco Meyer; y 30 jinetes del Regimiento Carabineros de Yungay, comandados por el Teniente Tristán Stephan.

## El combate
Una vez que las tropas se encontraron frente a frente, se inicia el combate. Luego de unas horas, el combate pierde fuerza. Las fuerzas peruanas casi logran alcanzar el puente, pero se retiran ante la intervención de un grupo de infantes del 3º de Línea dirigidos por el Cabo Juan Rivas. Las tropas chilenas realizan unas cargas a la bayoneta para desalojar a los peruanos en las alturas, logrando que éstas se replegaran.

...el Teniente Meyer, con su arrojo, sangre fría y acertadas disposiciones, rechazó y derrotó con un puñado de hombres a 300 que trataron de sorprenderlo, a media noche, contando con todas las ventajas de un bien estudiado ataque. Al Teniente Meyer se le debe exclusivamente la conservación del importante puente que es la llave de nuestras comunicaciones con nuestro Ejército.
 Parte del Teniente Coronel Manuel Barahona

El mismo día parten de Tarma 30 jinetes chilenos del Cazadores de Yungay al mando de Tristan Stephan, acompañada de 60 soldados al mando de Severo Amengual, los cuales alcanzan a los guerrilleros convirtiéndose en una masacre con la muerte de 60 montoneros y tomando 48 prisioneros los cuales al ser un estorbo para Stephan fueron fusilados para evitar que fugasen.

...en seguida me dirigí con los prisioneros por la quebrada hacia Casapalca...al poco rato fui nuevamente atacado viendo esto y yo teniendo que atacar al enemigo creí conveniente no distraer tropa custodiando a los prisioneros...todos estos motivos me obligaron a fusilarlos.
 Parte del teniente de carabineros Tristan Stephan 8 de julio de 1882

...Esta acción de valor esclarecido fue manchada con actos de crueldad, que la 
historia no puede justificar.
 Historiador Gonzalo Bulnes

...Entretanto, un corto destacamento peruano a órdenes del Coronel Tafur, había cruzado Oroya y acampado en las alturas de Casapalca. Sorprendiólo allí el Teniente Stuven (Stephan)...y lo obligó a retirarse, tomándole cuarenta y ocho prisioneros...decidióse(Stephan) a cometer un crimen ordenó a los infelices que formasen en línea y los hizo fusilar hasta el último.
 Historiador Sir Clements Markham "The War Between Peru And Chile"